# Archivio Storico Comunale di Palermo
Das Archivio Storico Comunale ist das Stadtarchiv von Palermo. Es verwahrt das Archivgut der städtischen Verwaltung Palermos vom Ende des 13. Jahrhunderts bis zum Jahre 1957 (Stand Mai 2009).
Erste Bestimmungen zur Archivierung stammen aus dem Jahr 1320, seit 1463 hat das Archivio einen Archivraum im Rathaus.
Es befindet sich an der Via Maqueda Nr. 157 im Klostergebäude des ehemaligen Augustinerkonvents San Nicolò da Tolentino aus dem 17. Jahrhundert. 1866 wurde das Gebäude für verschiedene Ämter und Institutionen, darunter das städtische Archiv, genutzt und zunächst wurden für diesen Zweck die Sala degli Abbaini und die Sala Rettangolare eingerichtet. 1883 realisierte der Architekt Giuseppe Damiani Almeyda die Aula Grande oder Aula Almeyda im Zentrum des Archives.  Anliegend befindet sich die Kirche des Konvents San Nicolò da Tolentino.

Aula Almeyda

Fedele Pollaci Nuccio wurde zum ersten Archivar ernannt. Er leitete das Archiv von 1866 bis zu seinem Tod 1901. Seit 1996 steht Eliana Calandra dem Archiv vor. Archiv und kommunales Bibliothekssystem wurden administrativ zusammengefasst und unterstehen ebenfalls ihr.

## Bestände
Die Sammlung umfasst Dokumente der Stadtgeschichte Palermos vom Ende des 13. Jahrhunderts bis zur Mitte des 20. Jahrhunderts, die rund 15.290 archivalischen Einheiten des Bestandes datieren zwischen 1295 und 1957. Hierzu gehören die Pergamene (Urkunden) des Tabulariums mit den für die Stadt von den Päpsten und Herrschern erteilten Privilegien, Begünstigungen und Rechten sowie Senatsakten, Ausschreibungen, Bestandslisten, Ratsverordnungsprotokolle, Zeremoniale, Kautelen, Satzungen der Zünfte, das Universalverzeichnis der städtischen Besitzungen, Erinnerungsstücke an das Risorgimento und an die Zeit nach der Einigung Italiens. Besondere Dokumente sind ein angiovinisches Steuerregister von 1274 und ein Imbreviaturbuch 1298/1299 des Notars Adamo de Citella.

## Trivia
Die Filmszene am Ende des Films Palermo Shooting von Wim Wenders wurde mit den Schauspielern Dennis Hopper und Campino in der Aula des Archivs gedreht.